# Лиховская, Ольга Петровна
Ольга Петровна Лиховская (род. 12 мая 1958 года, Оренбург) — советская и российская артистка балета, солистка Мариинского театра. Заслуженная артистка РСФСР (1983).

## Биография
Родилась 12 мая 1958 года в Оренбурге. Однажды, когда она была ребёнком, её привели на просмотр в Оренбургскую балетную школу. Преподаватели увидели в чудесной девочке полный комплект данных и посоветовали маме немедленно везти её в Ленинград. Там Лиховская успешно окончила Ленинградское хореографическое училище (педагоги В. М. Станкевич и Н. П. Базарова) и в 1976 году стала солисткой Кировского (ныне Мариинского) театра. 5 июля 1983 года балерине было присвоено звание заслуженной артистки РСФСР.

## Творчество
Ольга Лиховская — балерина лирико-драматического плана. Она первая исполнительница номеров «Зарождение» и «Двойное па де де» (балет «Хореографические новеллы», 1977, балетмейстер Д. А. Брянцев). Другие партии в её исполнении: Мария в «Бахчисарайском фонтане», Катерина в «Каменном цветке», Жизель в балете «Жизель», Сильфида в балете «Сильфида», Одетта-Одиллия в «Лебедином озере», Наталья Николаевна в балете «Пушкин. Размышления о поэте» (музыка А. П. Петрова, хореография Н. Д. Касаткиной и В. Ю. Василёва), Флорина, фея Нежности и фея Сирени в «Спящей красавице», Девушка в «Ленинградской симфонии», мазурка и 7-й вальс в «Шопениане», Тинатин в «Витязе в тигровой шкуре» (музыка А. Д. Мачавариани), Анна в «Анне Карениной». Лиховская обладает красивыми линиями и грациозной манерой танца. Особенную выразительность она демонстрирует в исполнении лирических партий.